# Gogolevski
Gogolevski (del ruso: Гоголевский) es un jútor del raión de Otrádnaya del krai de Krasnodar, en Rusia. Está situado en un área premontañosa de las vertientes septentrionales del Cáucaso Norte, a orillas del río Sara-Kulak, tributario por la derecha del río Urup, afluente del Kubán, junto a la frontera del krai de Stávropol, 16 km al norte de Otrádnaya y 209 km al sureste de Krasnodar, la capital del krai. Tenía 18 habitantes en 2010.
Pertenece al municipio Krasnogvardéiskoye.

## Historia
La localidad fue fundada en la década de 1930.